# Streptocarpus tsimihetorum
Streptocarpus tsimihetorum är en tvåhjärtbladig växtart som beskrevs av Jean-Henri Humbert. Streptocarpus tsimihetorum ingår i släktet Streptocarpus och familjen Gesneriaceae. Inga underarter finns listade i Catalogue of Life.